# IC 4115
IC 4115 er en galakse af Hubble-typen S i stjernebilledet Jagthundene i den nordlige del af stjernehimlen set fra Jorden. Den ligger cirka 500 millioner lysår fra Mælkevejen og har en diameter på cirka 60,000 ly. I den samme region af stjernehimlen ligger galaksen IC 4144.
Galaksen var opdaget 21. marts i 1903 af astronomen Max Wolf.